# Jure Skvarč
Jure Skvarč, né en 1964, est un astronome amateur slovène.

## Biographie
Il a créé un logiciel d'analyse de données pour la recherche automatique et la mesure astrométrique dans le projet de recherche d'astéroïdes et de comètes à l'observatoire de Črni Vrh et dans le relevé Astrovirtel (Accessing Astronomical Archives as Virtual Telescopes) à l'Université de Padoue.
Le Centre des planètes mineures le crédite de la découverte de vingt astéroïdes numérotés, effectuée entre 1999 et 2013 (voir liste ci-dessous). Il a également découvert le très petit astéroïde Aton 2003 EM1, qui est caractérisé par une très petite période de rotation.
L'astéroïde (89818) Jureskvarč a été nommé en son honneur,.
| (19618) Maša        | 11 août 1999      |
| (78887) 2003 SS32   | 17 septembre 2003 |
| (96766) 1999 RA35   | 10 septembre 1999 |
| (128088) 2003 PL    | 1er août 2003     |
| (235195) 2003 SC138 | 21 septembre 2003 |
| (302893) 2003 PK    | 11 août 2003      |
| (350070) 2011 HP39  | 9 juillet 2008    |